# Денг Јингчао
Денг Јингчао (поједностављени кинески: 邓颖超; традиционални кинески: 鄧穎超; Dèng Yǐngchāo; 4. фебруар 1904. – 11. јул 1992), позната и као Денг Ју'ај и Денг Веншу, рођена у Наннингу, округ Гуангшан, провинција Хенан, била је супруга Џоу Енлаја (поједностављени кинески: 周恩来), првог премијера Народне Републике Кине и активни члан политичких тела Комунистичке партије Кине.
Била је потпредседница и, касније, почасна председница Свекинеске женске федерације, заменик секретара Централне комисије за дисциплинску контролу, потпредседница Петог сталног комитета Националног народног конгреса и председавајућа Шесте седнице Националног комитета кинеске народне политичке консултативне конференције. Била је и један од ''осам великана'' Комунистичке партије Кине током мандата Денг Сјаопинга. Умрла је 11. јула 1992. године у Пекингу.

## Порекло
Отац Денг Јингчао, Денг Тингџонг, рођен је 1861. године, за време владавине династије Ћинг. Живео је у граду Ченггуан, округ Гуангшан, провинција Хенан. Био је царски војни официр и заменик генерала царских стражара (високо рангирана формација стражара под директном управом владара). Био је у пратњи царице-мајке Ци Си. Након 1901. године, добио је унапређење и постао главни војни аташе.
Њена мајка, Јанг Џенде је рођена у породици званичника и од детињства је изучавала кинеску медицину. Након три године брака са Денг Тингџонгом, рођена је Денг Веншу.
Денг Тингџонг је умро за време Револуције 1911. године. Јанг Женде је након тога сама одгајала ћерку. Живела је у Гуангџоуу и у Шангају, да би се напокон скрасила у Тјенђину.

## Младост
Након што је Денг Веншу примљена у женску школу (данас Тјенђиншка академија лепих уметности), професорка јој је дала име Денг Јингбин, а касније је она сама променила име у Денг Јингчао. Када је 1919. године избио Покрет 4. маја, петнаестогодишња Денг Јингчао је жустро подстицала другарице из разреда да се придруже овом патриотском покрету. Она, Гуо Лонгџен и Џанг Жуоминг су основале ''Тјенђиншки патриотски савез жена'' у коме је делала као члан Извршног одбора и предавач. Као вођа тима је изашла на улице како би подстакла жене из свих сфера живота да учествују у покрету. Касније, она и ученици из других школа као што су Џоу Енлај, Ма Јун и други, основали су организацију ''Буђење народа''.

## Веза са Џоу Енлајем
Денг Јингчао и Џоу Енлај су се упознали током Покрета 4. маја. Она је похађала школу за девојчице, а Џоу Енлај школу за дечаке и обоје су били чланови школских драмских секција. Остали су у контакту и након што је Џоу Енлај отишао на студије у Француској. 1923. године, Денг Јингчао је добила разгледницу од Џоу Енлаја на којој је била слика Карла Либкнехта и Розе Луксембург. Писало је: ”Надам се да ћемо и ми, као и они, ставити главе на гиљотину.” Овим се потврдила њихова блискост.
Недуго након што се Џоу Енлај вратио у Кину, 8. августа 1925. године венчали су се у Гуангџоуу.
Денг Јингчао и Џоу Енлај нису крили да је њихова заједница, пре свега, била заснована на принципу браћа по оружју, па тек онда заједница двоје супружника под једним кровом. Једном приликом, Џоу Енлај је рекао да је имао девојку у Француској, али да је сматрао да она не би била добар саборац у револуцији.
Убрзо након венчања, Денг Јингчао је затруднела. Међутим, одлучила је да прекине трудноћу како би могла да настави са радом. Годину дана касније је поново затруднела. Имала је тежак порођај због хипертрофичне бебе која је умрла на рођењу.
У овом периоду, политичка ситуација у Кини почиње да се мења и Кинеска националистичка партија почиње да прогони Комунистичку партију Кине. Денг Јингчао је морала да напусти Гуангџоу заједно са својом мајком. Због недовољног одмарања након порођаја, њено здравље је било угрожено и доктори су установили да су мале шансе да поново дође до зачећа.
Након формирања Народне Републике Кине, чувена лекарка Лин Ћиаоџе, специјалиста акушерства и гинекологије, саветовала је Денг Јингчао да се подвргне захвату хистеросалпингографије, како би повећала шансе за добијање потомства, али Денг Јингчао је то одбила. Она и Џоу Енлај, стога, нису имали деце, али су одгајили сирочад многих чланова КПК, укључујући Сун Вејше, која је умрла за време Културне револуције, и Ли Пенгa, који је касније постао председник Државног већа.

## Учешће у политици

### Период пре покрета
Након доласка у Гуангџоу 1925. године, Денг Јингчао је служила као члан партијског комитета провинције Гуангдонг и вођа сектора за женска питања.
Године 1926., на Другом националном конгресу Националистичке партије Кине (Куоминтанг), осам чланова Комунистичке партије Кине је приступило Централном комитету Куоминтанга, укључујући Денг Јингчао и Мао Цедунга. Године 1927., након побуне Чанг Каj Шека, многи припадници КПК бивају ухапшени. Денг Јингчао је била приморана да, нарушеног здравља, тражи помоћ Џоу Енлаја који је тада био у Шангају.
Након одласка у Шангај, Денг Јингчао је радила као секретар Женског одбора Централног комитета КПК, као секретар Централног комитета КПК и на другим позицијама, сарађујући  са Џоу Енлајем. 1934. године је, иако болесна, учествовала у Дугом маршу.

### Други кинеско-јапански рат
Након избијања рата против јапанске агресије, Денг Јингчао је пратила Џоу Енлаја у његовом раду у Вухану и Чонгћингу, а и сама је била члан многих политичких тела. У јануару 1938. године, изабрана је за извршног директора Међународне конференције о покрету против агресије у Кини, а у марту исте године су она, Шен Ђунжу, Гуо Можуо и Ли Декуан и други изнели предлог за оснивање ''Кинеског удружења за заштиту деце за време рата'', где је служила као стални директор Савета. У мају учествује у изради нацрта за мобилизацију жена за учешће у рату против Јапана, а у јуну са Џоу Енлајем, Донг Бивуом и другим испред КПК учествује у Народној политичкој консултативној конференцији.
Након повратка у Јенан у јулу 1943. године, Денг Јингчао наставља школовање у партијској школи КПК.

### Грађански рат
После победе у рату против Јапана, Денг Јингчао је, као једини женски представник КПК, присуствовала састанку политичке консултације одржаном у Чонгћингу. Године 1946. изабрана је за члана Међународне женске федерације, а и у наредним годинама учествује у раду бројних политичких тела Комунистичке партије Кине. Године 1949. добија поверење Мао Цедунга и Џоу Енлаја да позове Сонг Чинг Линг у Пекинг да се придружи оснивању Владе Народне Републике Кине.

## Народна Република Кина
Након оснивања НР Кине, Денг Јингчао бива три пута изабрана за потпредседника Свекинеске женске федерације и четврти пут за почасног председника, а била је и на бројним другим функцијама. Од осмог Националног конгреса КПК, Денг Јингчао је била члан Централног комитета КПК, али никад није имала државну функцију. Тек након смрти њеног супруга Џоу Енлаја 1976. године, враћа се на политичку сцену КПК. Децембра исте године, на трећој седници сталног комитета Четвртог народног конгреса, постављена је за потпредседника истог.
Марта 1978. године, након што је поново именована за потпредседника сталног комитета на Петом народном конгресу, Денг Јингчао је радила као заменик секретара Централне комисије за дисциплинске контроле КПК-а, која је била поново успостављена на трећем пленарном заседању Једанаестог конгреса КПК одржаном те године, а изабрана је и за члана Политбироа. Убрзо након тога, Денг Јингчао је искористила своја стара познанства, као и познанства са члановима Куоминтанга, и уз помоћ личних веза и репутације преузела је руковођење радом Централног комитета КПК на Тајвану. Истовремено је радила и као вођа новоосноване ''Радне групе вођства Централног комитета КПК''. У јуну 1983. године, у својој осамдесетој години, Денг Јингчао је служила као председавајућа националног комитета Шесте кинеске народне политичке консултативне конференције. Поред тога, била је и почасни председник бројних других тела. У септембру 1985. године, покренула је иницијативу за подношење оставке на место члана Централног комитета КПК, а повукла се након истека трајања мандата председника Националног одбора кинеске народне политичке консултативне конференције у априлу 1988. године.

## Смрт
Након пензионисања њено здравствено стање је бивало све лошије, нарочито 1990. године када је због прехладе и упале плућа била хоспитализована пет пута. У августу 1991. године болује од бубрежне инсуфицијенције и неколико пута пада у кому. 23. јануара 1992. године, Вен Ђијабао је у болници уприличио прославу њеног 88. рођендана.
11. јула 1992. године у 06:55 часова Денг Јингчао је умрла у пекиншкој болници, у 88. години животa. Након кремације, њен пепео је расут на исто место где и Џоу Енлајев.
Званично је оцењено да је она била важан пролетерски револуционар и политичар, познати социјалистички активиста, истински марксиста, изузетан лидер Партије и земље, пионир кинеског женског покрета и угледни члан разних политичких тела Комунистичке партије Кине.